# 니시자와 5mm
니시자와 5mm(일본어: 西沢 5㍉, 1993년~)는 일본의 만화가이다.